# Andreas Rau
Andreas Rau (* 27. Februar 1858 in Hanau; † 3. März 1935 in Mühlheim am Main) war ein deutscher Gastwirt, Politiker (SPD) und Abgeordneter der 2. Kammer der Landstände des Großherzogtums Hessen.
Andreas Rau war der Sohn des Fabrikarbeiters Johannes Rau und dessen Ehefrau Katharina, geborene Roth. Rau, der katholisch war, heiratete in erster Ehe Anna geborene Reis und in zweiter Ehe Christina geborene Kaiser.
Rau arbeitete als Fabrikarbeiter und Landwirt. Spätestens seit 1896 war er Gastwirt in Mühlheim a. M.
Von 1896 bis 1902 gehörte er der Zweiten Kammer der Landstände an. Er wurde für den Wahlbezirk Starkenburg 16/Offenbach-Land gewählt. 1899 bis 1907 war er Mitglied des Gemeinderats in Mühlheim a. M. 1921 bis 1934 war er Vorstandsmitglied des Bankvereins. 